# رژیم طلایی
رژیم طلایی فیلمی به کارگردانی رضا سبحانی محصول سال ۱۳۹۱ است.

## خلاصه داستان
مهریهٔ یک زن معادل وزن او و شوهرش است. همین امر اتفاق‌های عجیبی را به وجود می‌آورد.
زن، قصد گرفتن مهریه اش را دارد و خودش وزنش کم و وزن شوهرش زیاد! زن سعی در اضافه کردن وزنش دارد و شوهرش سعی می‌کند وزنش را کم کند و در این راه هیچ کوتاهی نمی‌کنند.

## بازیگران
| بازیگر            | نقش         | شخصیت                                       |
| ----------------- | ----------- | ------------------------------------------- |
| مهدی هاشمی        | مهدی خندان  | همسر پروین و دایی منصور                     |
| مریلا زارعی       | پروین       | همسر مهدی و زن‌دایی منصور                    |
| امین حیایی        | منصور خندان | خواهرزاده مهدی                              |
| پروین ملکی        |             | مادر مهدی و مادربزرگ منصور                  |
| پویا نجفی         |             |                                             |
| نورمحمد ذوالفقاری |             | پدر پروین و پدرشوهر مهدی ، پدر زن‌دایی منصور |